# Сестринські хроматиди

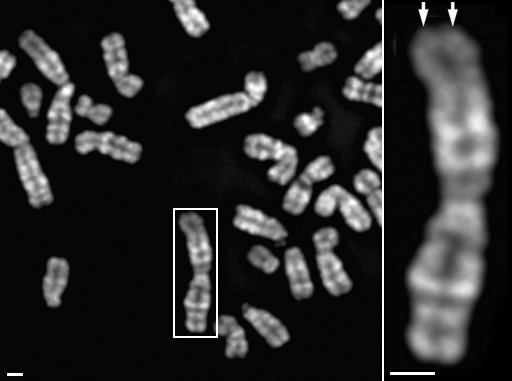

Сестри́нські хромати́ди (англ. Sister chromatids) — ідентичні хроматиди, що утворилися в результаті реплікації хромосоми, і сполучені у області центромери. Під час мітозу (англ. mitosis) і II ділення мейозу (грец. meiosis) відбувається розділення сестринських хроматид.